# Kanonické manželství
Kanonické manželství je manželství muže a ženy uzavřené náležitou formou, v liturgii a za podmínek, které stanoví Kodex kanonického práva a další předpisy katolické církve. Katolická církev považuje manželství jako dané přirozeným právem, jenž je povýšeno na svátost, jak definuje Kodex kanonického práva, na základě učení Ježíše Krista.
Kanonické manželství má samo o sobě účinky pouze v kanonickém rámci. Je třeba jej také odlišit od jiných typů smluv, např. od italské manželské smlouvy (italsky matrimonio concordatario), která naopak může být jeho součástí, od níž občanské zákony státu odvozují v jistých případech, vznik civilních účinků jejich civilního manželství.

## Prameny
První zdroj pro kanonické manželství nacházíme v Bibli, kde se nachází v božském právu pozitivním (nebo zjeveném), od knihy Genesis až po evangelia. Písmo svaté je pak doplněno ústní tradicí, která je předávaná církevními otci, a stejně tak i normami božského práva přirozeného (což se, podle učení svatého Tomáše Akvinského, vztahuje i na nekřesťany).
Kanonické manželství samozřejmě mělo vliv na konfesní právo, a to zvláště po vypracování Kodexu kanonického práva v roce 1917 a následně po vydání Kodexu kanonického práva v roce 1983. Jestliže první kodex nedefinuje manželství jako takové, protože se to jeví jako zbytečné, a zaměřuje se více na technické a právní aspekty se silně materialistickým základy, které jsou svým původem středověké (v obsahu tzv. pio-benediktinského kodexu z roku 1917 je instituce manželství zařazená společně s ostatními svátostmi do jeho třetí knihy: De rebus), reforma kodexu z roku 1983 vedla k přehodnocení osobních a pastoračních aspektů manželství. To vedlo k současné definici manželství jako: společenství celého života (latinsky consortium totius vitae) na základě smlouvy (foedus), jenž je posvátnou smlouvou mezi mužem a ženou, a nutně povýšenou (pro pokřtěné) na svátost.
Pro úplný výčet je důležité připomenout různá prohlášení papežů, týkající se věcí manželství. Patří k nim:
- dekret Ne Temere (vyhlášený Piem X. 2. srpna 1907) o rozšíření tridentské formy;
- encyklika Casti Connubii (dílo Pia XI., publikované 31. prosince 1930) o důstojnosti a omylech manželství;
- dogmatická konstituce Gaudium et Spes Druhého vatikánského koncilu;
- motu proprio Matrimonia mixta (vyhlášené Pavlem VI. 31. března 1970 týkající se mezikonfesních manželství);
- a instrukce Dignitas Connubii (vyhlášená Papežskou radou pro výklad legislativních textů 25. ledna 2005), týkající se procesu neplatnosti manželství.

## Právní forma
Z právního hlediska, což platí i pro kanonické právo, základním prvkem manželství je shoda, že je vůlí jednotlivých stran, v tomto případě snoubenců (nubentů). Musí se jednat o osoby právně způsobilé a bez překážek (lat. impedimentum) ve formě jak ji pro platnost (lat. ad validitatem) předepisují normy církve. Shoda (lat. consensus) je základním a osobním prvkem, a nemůže být nahrazen nebo vynucen žádnou lidskou mocí (kan. 1057). Chybějící nebo neúplný souhlas má (ve většině případů) určující vliv pro neplatnost právního jednání.
Kodex z roku 1983 uvádí manželství jako formální konsensuální smlouvu. V minulosti však nebývala vždy definice manželství tak poklidná. Podle kodexu je manželství ujednání, které je dovršeno jednoduchým souhlasem, který však zahrnuje další aspekt týkající se nerozlučitelnosti svazku, mající vlastní důležitost – jeho dovršení (konsumaci).

### Mimořádné formy v kodexu z roku 1917
Na rozdíl od řádné veřejné formy manželství, kodex z roku 1917 připouští tři možné výjimky:
- Manželství svědomí, které biskup mohl povolit uzavřít tajně, s vynecháním zveřejnění pro těžké a naléhavé případě, v přítomnosti faráře a dvou svědků.
- In periculo mortis (lat.), kterému asistoval biskup nebo jím pověřený kněz, bez dodržení náležité veřejné formy a s eventuální dispenzí překažek spojených s oblastí jeho jurisdikce.
- Coram solis testibus (lat.) v naléhavých případech, z důvodů nemožnosti nepřičitatelné lidské vůli, za přítomnosti celebranta a pouze jednoho svědka.

## Manželství jako svátost
Podle církve nemůže existovat, mezi pokřtěnými, kanonické manželství aniž by se jednalo o svátost (kán. 1055 CIC). Manželství bylo na svátost povýšeno samotným Ježíšem Kristem, a kvalifikováno jako spojení dovolené, jehož cílem je dosažení Boží milosti. Omyl ve svátostné povaze manželství, nebo její svévolné vyloučení je příčinou jeho neplatnosti. Svátostný charakter manželství je spojen s jeho nerozlučitelností a nezměnitelností jeho obsahu. Pokud se však týká nerozlučitelnosti, je třeba doplnit, že pouze manželství platně uzavřené a dovršené přirozeným pohlavním stykem (ratum et consummatum) dosáhne plnosti svátosti a je skutečně nerozlučitelné. V případě faktického nedovršení (nekonsumace) může dostat, podle přesně vymezených zákonných norem, dispens od manželského svazku.

## Obsah

### Požadavky
Požadavky k uzavření manželství podle kanonického práva jsou tři:
- souhlas
- právní způsobilost
- stanovená forma

Subjekt je schopný, když vyjádří platný souhlas ve formě stanovené kanonickým právem (za přítomnosti faráře nebo jeho zástupce, kteří jsou kvalifikovanými svědky), což činí manželství platným. Pro platnost je nutné, aby oba nubenti projevili svůj konzistentní souhlas s těmi třemi prvky; pokud se jedná o platný a produktivní úkon, projeví se jeho právní účinek podle kánonu 1134. V případě, že je platnost úkonu pouze zdánlivá, může církevní soud od tohoto okamžiku (lat. ex tunc) prohlásit manželství za neplatné.

### Cíle
Cílem se rozumí základní cíle, které kanonický řád pro úkon předpokládá; jejich vyloučení způsobuje neplatnost pro vadu nebo vadnost souhlasu. V Kodexu z roku 1917 se uvažovalo o třech účelech, z nichž jeden byl primární, bonum prolis (plození a výchova dětí), a dva sekundární, mutuum adiutorium (vzájemná podpora) a remedium concupiscentiae (lék na chtíč). V Kodexu z roku 1983 byla tato hierarchie cílů zrušena a jako cíle manželství byly uvedeny bonum prolis a bonum coniugum (úcta a podpora jednoho z manželů druhému).
Cíle je třeba odlišovat od pouhé cílovosti (tj. od skrytých motivů, které obě strany motivují k uzavření manželství), protože snoubenci mohou bez obav uzavřít zcela platné manželství, i když jsou vedeni jinými motivy než těmi, které jsou inspirovány církví. K uzavření platného manželství stačí, že se nechtějí, alespoň implicitně, odchýlit od modelu manželství předkládaného církví.

### Vlastnosti
Nezbytnými vlastnostmi manželství jsou podle kánonu 1056: jednota a nerozlučitelnost. Jednota odpovídá výlučnosti manželského svazku. Všechny formy polygamie a polyandrie jsou proto zakázány. V případě, že polygamní nevěřící přestoupí ke katolicismu, kanonické právo mu umožňuje vybrat si jednu z jeho manželek a ostatní propustit (má k nim však vyživovací povinnost). Nerozlučitelnost spočívá v jednotě trvající až do smrti, aniž by toto pouto mohlo být zrušeno z vůle manželů nebo lidské autority.
Jednota a nerozlučitelnost jsou přímými důsledky svátostnosti smlouvy. Je jedinečná a nerozlučitelná božským i lidským právem. Z toho vyplývá, že vzhledem k tomu, že manželství mezi nevěřícími není svátostí, je jejich svazek jedinečný a nerozlučitelný pouze v mezích přirozeného a občanského práva. Vztahy mezi nekatolíky se řídí právem východních křesťanských církví.

### Favor matrimonii
Každý sňatek uzavřený v předepsané formě se považuje za platný, dokud se neprokáže opak. Tento důkaz (který musí být jistý a vylučující všechny pochybnosti) je povinností toho, kdo hodlá prokázat neplatnost závazku (kán. 1060). Tato domněnka dominuje celému kanonickému manželskému právu; vedle ní stojí domněnka konzumace za přítomnosti soužití manželů (kán. 1061 odst. 2) a domněnka, že „vnitřní souhlas“ je rovnocenný projevenému souhlasu (kán. 1101). Tyto předpoklady spolu s kánony 1085 odst. 2 a 1100 tvoří kostru „favor matrimonii“, systému, který ke svému fungování vyžaduje pouze to, aby manželství existovalo alespoň jako právní skutečnost; v tomto případě se vztahuje na manželství všech křesťanů i nekřesťanů.
Favor matrimonii (volně řečeno: manželství se těší přízni zpráva) je presumpce platnosti juris tantum, tj. platný, dokud se neprokáže opak. Je však velmi přísná a má přednost před jakoukoli jinou domněnkou, která jí odporuje; jediný případ, kdy ustupuje, se týká zrušení svazku ve prospěch víry, a to buď na základě paulínského, nebo petrinského privilegia, v manželstvích mezi nevěřícími (když jeden z nich hodlá konvertovat, kán. 1180).

### Manželství jako právo
„Všichni mohou uzavřít manželství, pokud jim to nezakazuje zákon. (can 1058)“
Podle kánonu 1058 může uzavřít manželství kdokoli, pokud to není zakázáno zákonem. Tento kánon sankcionuje skutečné subjektivní právo na manželství, které je ospravedlnitelné ve třech různých profilech.
- ratio naturalis (instinkt zachování druhu)
- ratio medicinalis (lék na tělesné potřeby bez pádu do hříchu)
- ratio sacramentalis (svátost, prostředek k dosažení milosti)

Právo se předpokládá iuris tantum; existují však omezení jeho výkonu, jako je nezpůsobilost (kán. 1095, který vyžaduje dostatečnou příčetnost i k pochopení povinností a práv vyplývajících ze závazku) a překážky (nyní pouze diriment, kán. 1083 a násl.). Ostatní zákazy (kromě těch, které jsou obsaženy v rušících ustanoveních rozsudků apoštolských tribunálů) činí manželství pouze nedovoleným.

## Překážky

### Obecná teorie
„Zabraňující překážka činí osobu neschopnou platně uzavřít manželství. (kán. 1073)“
Z právního hlediska je překážkou skutková okolnost týkající se snoubenců, formálně převedená do právní normy božského nebo lidského práva, která brání platnému uzavření manželství. Přesněji řečeno, překážka je zákon, který za určitých okolností zakazuje uzavření manželství. Takový zákon je zákonem zbavujícím způsobilosti k právním úkonům, tj. zákonem, který stanoví osobní zákaz zasahující do způsobilosti subjektu k právním úkonům; odlišuje se od zákona omezujícího způsobilost k právním úkonům, který sice také vede k neplatnosti úkonu, ale nevztahuje se na osobu, nýbrž na samotný právní úkon, čímž sankcionuje jeho rozpor se zákonem.
Z celkového výkladu výše uvedených kánonů 1058 a 1073 vyplývá, že právo uzavřít manželství je pravidlem, překážka je výjimkou. Z celkového výkladu kánonů 1075 a 1076 je navíc zřejmé, že pouze „nejvyšší církevní autorita“ má pravomoc odstraňovat manželské překážky pro pokřtěné prostřednictvím zákona a že každý zvyk, který zavádí novou překážku nebo je v rozporu s již existující překážkou, je odmítnut.
V janovsko-pavlovském kodexu (tj. který byl vydán v roce 1983 za Jana Pavla II.) je překážka pojímána jako příčina nezpůsobilosti ke smlouvě; to znamená, že se jedná o nezávislou okolnost, odlišnou od schopnosti snoubenců chápat a souhlasit a předcházející této schopnosti, která nezpůsobuje nezpůsobilost snoubenců, jako je tomu v případě absence discretio judicii. K neplatnosti manželství postačí, pokud je i jeden ze snoubenců nezpůsobilý k uzavření manželství z důvodu překážky.
V minulosti, kdy platil pio-benediktinský kodex (papežů Pia X. a Benedikta XV. z roku 1917), byly možné dva druhy překážek, pokud jde o jejich účinek: překážky dirimentální a překážky impedimentální; první z nich, které způsobují neplatnost smlouvy, zůstaly zachovány a byly v novém kodexu z roku 1983 řešeny pečlivěji, zatímco druhé, které způsobovaly pouze nelegitimitu smlouvy tím, že ukládaly trestní sankce stanovené kodexem osobě považované za původce trestného činu, po reformě zmizely.
Kromě jejich účinků se překážky dělí:
- vzhledem k normativnímu zdroji (překážky přirozeného božského práva/pozitivního a lidského práva).
- vzhledem k důkazům pro vnější fórum (foro externo) (veřejné a skryté překážky, kán. 1074)
- vzhledem k odstranitelnosti (odstranitelné a neodstranitelné překážky)
- vzhledem k době trvání (dočasné a trvalé překážky)
- vzhledem k příjemci (absolutní překážky, tj. překážky bránící sňatku s kýmkoli; a relativní překážky, tj. překážky bránící sňatku pouze s určitými konkrétními osobami).

## Překážky jednotlivě
Celkem je jich dvanáct:
1. Věk: řídí se kánonem 1083, který stanoví minimální věk pro platné uzavření manželství; tento minimální věk je 16 let pro muže a 14 let pro ženy. Tato překážka má dva hlavní důvody: za prvé, pod tímto věkem je obtížné určit impotentia coeundi; za druhé, jiné účely manželství než plození dětí vyžadují, aby subjekty měly určitou zkušenost a zralost. Navíc je možné tvrdit, že mladá osoba mladší než tento věk nemůže vyjádřit platný souhlas právě z biologických a psychologických důvodů spojených s jejím mládím. Novinkou s ohledem na normy pio-benediktinského kodexu z roku 1917 je pravomoc daná biskupským konferencím zvýšit věkovou hranici pro zákonné uzavření manželství (kán. 1083 § 2). Věk je dočasnou překážkou církevního lidského práva, a proto od něj místní ordinář upouští; jedna myšlenková škola jej však považuje za překážku přirozeného božského práva, a proto za nezbytný, pokud je subjekt zjevně neschopný samostatného rozhodování kvůli nízkému věku.
2. Impotence: je upravena kánonem 1084 a spočívá v neschopnosti, ať už muže nebo ženy, vykonat s prospěchem pohlavní akt, kterým manželé konzumují a činí svazek nerozlučitelným (impotentia coeundi). Na druhé straně pouhá neplodnost (impotentia generandi) není překážkou manželství (kán. 1084, § 3). Aby byla impotentia coeundi překážkou manželství, musí předcházet manželství (tj. nesmí se vyskytnout během trvání svazku, ale musí existovat před uzavřením manželství a v době jeho uzavření) a musí být trvalá (tj. nesmí samovolně vymizet nebo být vyléčena bez vážného poškození). Impotentia coeundi se týká konkrétně možnosti pohlavního styku, která může být vyloučena anatomickými problémy (např. nedostatkem pohlavních orgánů), fyziologickými problémy (např. zneužíváním alkoholu nebo drog) nebo psychickými problémy (např. specifickými zábranami). V případě pochybné impotence platí zásada favor matrimonii a manželství se považuje za platné, dokud pochybnost trvá (kán. 1084 § 2). Impotentia coeundi je nutně trvalá překážka, která pochází z přirozeného božského práva, a proto je nedispenzovatelná.
3. Předchozí sňatek (pouto): řídí se kánonem 1085, který stanoví, že ten, kdo je již vázán jiným platným manželským poutem, i když nebylo konzumováno, nemůže platně uzavřít nové manželství; předchozí pouto musí být tedy v době uzavření nového manželství platné a trvalé. V tomto případě se za platné považují nejen sňatky mezi pokřtěnými osobami, ale také sňatky mezi nepokřtěnými, tj. ty, které mají čistě zákonnou platnost. Aby mohlo být nové manželství uzavřeno právoplatně, je nutné, aby neplatnost nebo zánik předchozího manželství byly „legálně a s jistotou“, tj. aby byly prohlášeny příslušnými církevními autoritami definitivním způsobem a nebyly známy jen stranám (kán. 1085 § 2). Předchozí sňatek je překážkou přirozeného a pozitivního božského zákona, a proto je nedispenzovatelný. Automaticky zaniká smrtí jednoho z manželů, či rozlukou a prohlášením manželství za neplatné.
4. Rozdílnost náboženství (disparitas cultus): upravuje ji kánon 1086 a týká se takzvaných „lichých manželství“, tedy manželství mezi pokřtěnou a nepokřtěnou stranou. V pio-benediktinském kodexu z roku 1917 byla disciplína v této věci mnohem přísnější a stanovila také překážku pro „smíšená manželství“ (tzv. mixta religio), tj. mezi katolíkem a východním křesťanem, která dnes již neexistuje (manželství je možné, pokud je uděleno zvláštní povolení a katolické straně jsou zaručeny určité závazky, ex kánony 1125 a 1126). Obecně lze říci, že kanonické manželské právo má dnes stejně jako v minulosti vždy tendenci odrazovat od uzavírání manželství s těmi, kdo nepatří ke katolické církvi. Pro existenci dirimentální překážky disparitas cultus je tedy nutné, aby jedna strana patřila ke katolické církvi na základě křtu a druhá strana nebyla pokřtěna nebo nebyla platně pokřtěna. Překážka disparitas cultus je božského práva, nedispenzovatelná, když nejsou dány žádné záruky ohledně víry a výchovy potomků; je lidského práva, dispenzovatelná, když jsou splněny tři podmínky: a) poskytnutí záruk ohledně ochrany katolické víry, b) slavení podle veřejné formy stanovené biskupskou konferencí, c) provedení pečlivé a přísné pastorační přípravy sňatku.
5. Svěcení: řídí se kánonem 1087, který stanoví neplatnost manželství uzavřených mezi jednotlivci, kteří přijali svěcení, nebo s nimi. Tato překážka se tedy týká jáhnů, kněží a biskupů a všech jim na roveň postavených prelátů, protože jsou zavázáni celibátem (kán. 277). Pavel VI. encyklikou Sacerdotalis coelibatus z roku 1967 potvrdil důležitost a neporušitelnost celibátu uloženého klerikům se dvěma výjimkami: ženatým osobám povolil vstup do trvalého jáhenství a uzavření nového manželství pouze v případě úmrtí manželky (protože nejsou vázáni slibem celibátu). Svěcení je překážkou lidského práva, a proto je dispenzovatelné; vzhledem k závažnosti věci je však k udělení dispenzu kompetentní pouze Svatý stolec; je třeba také zdůraznit složitost procedury zkoumání případů, která velmi ztěžuje získání příznivé odpovědi církevní autority.
6. Veřejný slib čistoty: řídí se kánonem 1088 a brání těm, kteří jsou vázáni veřejným slibem čistoty v institutu řeholního života, platně uzavřít manželství. Podle kánonu 1191 je uvážená a svobodná přípověď, učiněná Bohu, o možném a lepším dobru, které je předmětem důkladného duchovního rozlišování; v tomto případě je tímto dobrem čistota. Aby byl slib překážkou manželství, musí splňovat tři podmínky: a) musí být složen v institutu řeholního života (např. v klášteře), kde je složen spolu se sliby chudoby a poslušnosti; překážkou tedy nejsou sliby čistoty složené poustevníky a anchority a těmi, kdo žijí v sekulárních institutech nebo společnostech apoštolského života; b) musí být veřejný, tj. přijatý a uznaný představeným institutu jménem církve; c) musí být trvalý. Překážka votum publicum je úzce spojena s Bohem, proto je přirozeného a pozitivního božského práva, dokud slib trvá; ve skutečnosti je slib dispenzovatelný, pokud je složen v institutu papežského práva, Svatým stolcem; jakmile je slib dispenzován, překážka zaniká.
7. Únos: upravuje jej kánon 1089, který stanoví, že manželství uzavřené mezi únoscem a ženou unesenou nebo zadrženou za účelem uzavření manželství nemůže být platné, pokud se žena, osvobozená a umístěná na bezpečném místě, dobrovolně nerozhodne uzavřít manželství. Účelem této překážky, zavedené během Tridentského koncilu, je chránit svobodu ženy (která nechce být nucena uzavřít tak závažnou smlouvu) spolu s důstojností instituce manželství proti zvyku, který byl rozšířen již ve středověku. Pro existenci překážky je nutné, aby žena byla unesena (nebo alespoň omezena v osobní svobodě) a aby únosce provedl trestný čin za účelem uzavření manželství s ženou; všechny ostatní účely jsou irelevantní. Únos je překážkou lidského práva, a proto je dispensovatelný; příslušný je místní ordinář.
8. Vražda: řídí se kánonem 1090, který stanoví, že osoba, která za účelem uzavření manželství s určitou osobou zabije jejího manžela nebo svého vlastního manžela, nemůže uzavřít platné manželství; podobně nemohou uzavřít manželství manželé, kteří hmotně nebo morálně přispěli k zabití svého manžela. Vražda manžela spáchaná jednou osobou a vražda spáchaná oběma manželi jsou tedy relevantní. V prvním případě musí být vražda dokonána (pokus není relevantní) s konkrétním cílem uzavřít manželství a vrah musí být katolík. V druhém případě musí snoubenci spolupracovat takovým způsobem, aby způsobili smrt manžela; i zde musí být vražda dokonána snoubenci, aby byla relevantní, a účelem vraždy manžela musí být uzavření manželství mezi nimi; překážkou musí být jeden nebo oba snoubenci v závislosti na tom, zda jsou katolíci, či nikoli. Účelem překážky je zabránit skandálu a chránit důstojnost instituce (tím, že se zabrání tomu, aby byla plodem zločinu, jako v případě únosu). Zločin je překážkou lidských práv, a proto je dispenzovatelný; závažnost věci však vyhrazuje dispenz pouze Svatému stolci.
9. Pokrevní příbuzenství: tato překážka, upravená kánonem 1091, má za cíl zakázat sňatek mezi příbuznými v přímé linii (descendenti a ascendenti) a ve vedlejší (tzv. kolaterální) linii (bratři, bratranci, sestřenice); tyto subjekty se nazývají konsanguinní. Tato překážka má stejně jako překážka příbuzenství velmi staré kořeny, neboť měla zabránit v minulosti velmi častému jevu, a to incestnímu manželství. Manželství je v současné době neplatné v přímé linii pro všechny legitimní i přirozené potomky; ve vedlejší linii se neplatnost vztahuje pouze do čtvrtého stupně včetně (tj. mezi sourozenci, mezi bratranci, jež jsou potomky bratrů, mezi strýcem a neteří a mezi prastrýcem a praneteří). Výpočet stupňů příbuzenství se v současném kodexu řídí římskou metodou (na rozdíl od piovsko-benediktinského kodexu). Příbuzenství v přímé linii je překážkou přirozeného božského práva, a proto je nedispenzovatelné; podobně příbuzenství (kolaterální) mezi sourozenci je přirozeným božským právem a je rovněž nedispenzovatelné. Naopak příbuzenství ve zbývajících stupních příbuzenského svazku je místním ordinářem dispensovatelné, protože se jedná o lidské právo.
10. Švagrovství: řídí se kánonem 1092, zabraňuje uzavření manželství všem příbuzným v přímé linii (manželé ve vztahu k ascendentům druhého manžela nebo potomkům v případě předchozího svazku); příbuzenství v boční linii se nebere v úvahu. Předpokladem této překážky je existence platného manželství (i když nebylo konzumováno). Příbuzenství je překážkou podle lidského práva, a proto je místní ordinář může dispenzovat.
11. Veřejná počestnost: řídí se kánonem 1093 a jejími nezbytnými předpoklady jsou buď existence neplatného manželství, v němž v každém případě existovalo společné soužití, nebo notoricky známé a veřejné soužití; činí neplatným manželství mezi mužem a ženami v prvním stupni příbuzenství spolužijícího a naopak mezi ženou a příbuznou v prvním stupni příbuzenství spolužijícího. V minulosti se uvažovalo o příbuzenském vztahu, který vznikl nedovoleným souložením; (zbytková) funkce této překážky je stejná jako u překážek příbuzenství a příbuznosti. V případě neplatného manželství je nutné, aby manželství bylo zjevně platné po formální stránce, ale neplatné kvůli překážce nebo vadě souhlasu; po uzavření manželství musí následovat společný život (i bez konzumace), jak stanoví kánon 1055 („consortium totius vitæ“). V případě veřejného a notoricky známého konkubinátu musí být nemanželské stabilní soužití mezi mužem a ženou výsledkem veřejných právních úkonů a musí být známo přiměřeně velkému počtu lidí. Uzavření civilního sňatku (s následným soužitím) katolickými věřícími má za následek vznik překážky. Veřejná počestnost je překážkou lidského práva, a proto ji místní ordinář může dispenzovat.
12. Adopce: řídí se kánonem 1094, který vyžaduje, aby ti, kteří jsou právním vztahem příbuzní v přímé linii nebo v druhém stupni vedlejší linie, neuzavírali manželství pod sankcí neplatnosti. V minulosti byla tato překážka striktně vázána na občanské právo státu ve věci osvojení a manželství, takže překážka byla buď dirimentem, nebo impedimentem v závislosti na tom, v jakém státě se případ vyskytoval; kodex z roku 1983 tuto rozdílnost jednou provždy odstranil. Pro určení subjektů, na které se vztahuje překážka cognatio legalis, však současný zákoník stále odkazuje na občanskoprávní předpisy v této oblasti (čl. 87 italského občanského zákoníku). Překážka adopce je lidským právem, a proto ji místní ordinář může dispenzovat.

Jiné okolnosti bránící uzavření sňatku, jako je tempo feriato, dočasný zákaz stanovený z oprávněného důvodu místním ordinářem a neprovedení „předmanželských obřadů“, nepředstavují překážku.

## Souhlas
Souhlas je jedním z podstatných prvků kanonického manželství a musí být dán oběma plně způsobilými osobami. Ačkoli může být udělen v zastoupení, původní souhlas je nenahraditelný a musí být vyjádřen přímo dotyčnou osobou.

### Vady
Vada souhlasu nastává, když jedna ze stran projevila při uzavírání manželství vůli, kterou ve skutečnosti vnitřně neměla. V tomto případě dochází k neplatnosti manželství.
Rozpor mezi vůlí a projevem může nastat v různých situacích a případech. Existuje rozdíl mezi vnější a vnitřní nedobrovolností, když:
- jeden nebo oba subjekty nemají způsobilost k právním úkonům, tj.:
  - Nedostatečné používání rozumu z nejrůznějších důvodů, které způsobují, že subjekt není schopen pochopit ani to, co je manželství.
  - Závažná vada discretio judicii, odlišná od výše uvedené hypotézy v tom, že subjekt by nebyl schopen v daném okamžiku předvídat práva a povinnosti vyplývající z manželství.
  - Neschopnost převzít podstatné závazky manželství vzniká tehdy, když je subjekt schopen porozumění, ale psychické nebo fyzické nedostatky ho činí neschopným převzít to, co přijal v manželství (častý příklad: homosexuál, nymfomanka atd.).
- Násilí: jeden ze snoubenců se rozhodne uzavřít manželství, protože byl vystaven fyzickému násilí.
- Chybný výklad: mylná vnitřní představa:
  - Identita provedeného právního úkonu nebo vědomí, že manželství není stálým společenstvím (consortium) mezi dvěma subjekty a není zaměřeno na plození dětí
  - Vlastnosti uzavřeného sňatku, které jsou neplatné pouze v případě, že se jeden ze subjektů domnívá, že manželství není trvalé, neznamená vyloučení mnohoženství atd.
  - Omyl ohledně identity osoby, tj. fyzické, rodové identity druhého snoubence (např. sňatek s Marií Bianchi v domnění, že se jedná o Luisu Rossi).

Situace rozdílu mezi projevem a vůlí je dobrovolná:
- Simulace, tj. vůle, která je v rozporu s tím, co se snoubenci chystají projevit o konkrétních „podstatných prvcích“ manželství, projevená opět pozitivním projevem vůle. Simulace zase může být
  - Dvoustranná / jednostranná, podle toho, zda pochází od jedné nebo obou stran.
  - Úplná / částečná, v závislosti na tom, zdali není žádoucí celé manželství nebo jeho podstatný prvek.
- Hra (jocus)

### Omyly
Někdy je manželství přesto neplatné, i když souhlas existuje, ale je ovlivněn nebo změněn určitými příkořími. Souhlas je porušen ve třech případech:
- Omyl ve vlastnosti: na rozdíl od obstrukčního omylu, který automaticky způsobuje neplatnost manželství a je vadou, je založen na omylu v určité „kvalitě“ osoby, kterou snoubenec považuje za zásadní a která ho skutečně přiměla k uzavření manželství.
- Zlý úmysl: jeden ze snoubenců úmyslně oklamal druhou stranu podvodem nebo zamlčením vlastností či aspektů týkajících se jeho osoby. Podmínky úmyslu jsou trojí, tj. skutečné uvedení v omyl (lhaním, ale i mlčením a zatajováním) - případ „zdrženlivosti“ - skutečnost, že omyl dopadá na vlastnost druhé strany, a možnost, že bude narušen manželský život.
- Morální násilí (vis vel metus): jednání, i nedobrovolné nebo nepřímé, které způsobí, že se snoubenci rozhodnou uzavřít manželství, aby se mu vyhnuli. Jednání musí být ze strany druhého snoubence nebo třetí osoby, ale nutně se musí jednat o lidské chování, strach z něj plynoucí musí být vážný.

### Podmíněný souhlas
Zatímco v občanském právu nesmí být manželství podmíněné (jinak se má za to, že doložka nebyla připojena), v kanonickém právu je naopak podmíněný souhlas stanoven. To je přípustné pouze pro situace, které jsou naprosto nejisté a týkají se minulosti nebo současnosti, pokud se nejedná o budoucí situace (pod hrozbou neplatnosti). V hypotéze podmínky vztahující se k minulosti nebo současnosti je manželství neplatné, pokud skutečnost, kvalita nebo předmět odvozený z podmínky neexistuje.

## Biblické základy
Pravá manželská láska je vzájemný, úplný, jedinečný, věrný a nerozlučitelný dar (Markovo evangelium 10,6-9.11-12). Křesťané uzavírají manželství „v Pánu“ (První list Korintským 7,39), jako jeho údy, a jejich manželství je povýšeno na svátost, účinné znamení, které obsahuje a zjevuje novou smlouvu, spojení Krista a církve. Svatý Pavel poté, co si uvědomil, že vztah mezi Kristem a církví byl manželským vztahem, stejně a více než vztah mezi Hospodinem a Izraelem (Druhý list Korintským 11,2), dochází k závěru, že svazek mezi křesťanskými manželi je třeba považovat za obraz a ještě více za účast na manželském svazku Krista a církve (List Efezským 5,22-32). Na základě těchto tvrzení církev ve středověku zařazuje manželství mezi sedm svátostí a na tridentském koncilu ho s neomylností prohlašuje za svátost nového zákona (srov. D.S. 1801). Lidská láska je symbolem Kristovy lásky. Kristova láska je vzorem a oporou lidské lásky. Společenství mezi manželi je sice poutem, ale poutem lásky, a proto poutem, které pramení ze svobody a je spojeno se zásadami ad validitatem a ad liceitatem. Manželé jsou skrze manželství účastníky Kristovy lásky a manželská smlouva je výrazem společenství lásky mezi Bohem a člověkem. Proto je ústřední slovo Zjevení, „Bůh miluje svůj lid“, vysloveno živými a konkrétními slovy, jimiž si muž a žena vyznávají manželskou lásku. Jejich pouto lásky se stává obrazem a symbolem smlouvy, která spojuje Boha a jeho lid (Ozeáš 2,21; Jeremiáš 3,6-13; Izajáš 54). A samotný hřích, který může poškodit manželskou smlouvu, se stává obrazem nevěrnosti lidí vůči jejich Bohu: modlářství a prostituce (Ez 16,25), nevěrnost je cizoložství, neposlušnost vůči zákonu a opuštění manželské lásky Hospodina. Nevěrnost Izraele však nenarušuje věčnou věrnost Hospodina, a proto je věčně věrná Boží láska příkladem věrného milostného vztahu, který musí existovat mezi manžely (kniha Ozeášova, 3).
Apologeta Tertulián napsal: „Jak budu moci vyložit štěstí manželství, které Církev spojuje, eucharistická oběť potvrzuje, požehnání zpečeťuje, andělé ohlašují a Otec potvrzuje?“.... Jaké je to jho dvou věrných, kteří jsou spojeni v jedné naději, v jedné obřadnosti, v jedné službě! Oba jsou bratři a oba slouží společně, neexistuje rozdělení na ducha a tělo. Vskutku jsou dva v jednom těle, a kde je jedno tělo, tam je jeden duch". (Tertulián Ad uxorem, II; VIII, 6-8: CCL I, 393). Křtem jsou muž a žena definitivně začleněni do nové a věčné smlouvy, do manželské smlouvy Krista s církví. A právě díky tomuto nezničitelnému vložení je důvěrné společenství života a manželské lásky založené Stvořitelem (srov. Gaudium et Spes, 48) povýšeno a převzato do manželské lásky Kristovy, udržované a obohacované jeho vykupitelskou mocí.
Oheň svátosti manželství je třeba udržovat v plamenech a Katechismus katolické církve na toto téma píše (1642): „Kristus je zdrojem této milosti. Zůstává s nimi, dává jim sílu následovat ho tím, že berou své kříže, vstávají po pádech, odpouštějí si navzájem, nesou břemena jeden druhého, jsou si navzájem podřízeni v bázni před Kristem (List Efezským 5,21) a milují se navzájem něžnou a plodnou nadpřirozenou láskou“. Všichni jednotlivci i páry jsou povoláni k modlitbě, aby rozvíjeli společenství s Bohem (První list Korintským 1,9). Modlitba je výrazem duchovního společenství mezi manželi; naznačuje a udržuje společnou cestu.